# SYNAPSE
シナプス（SYNAPSE）は、鹿児島県を主要な提供地域とするインターネットサービスプロバイダ（ISP）、及びこれを通信基盤として提供されているサービス群の総称である。
本社は鹿児島県鹿児島市中央町に置く。当初は株式会社グッドコミュニケーションズが運営していたが、2017年（平成29年）4月からは子会社として発足した株式会社シナプスが運営している。
1995年（平成7年）11月にインターネットサービスプロバイダを開始。個人や法人をあわせて会員が約400人となっていた翌年6月1日からはバーチャルドメインのサービスを開始し、9月1日からは指宿市、鹿屋市、国分市、川内市に接続拠点を開設して設備機能を強化。
2002年（平成14年）11月1日には、ネットワーク・セキュリティやサービス内容が一定基準を満たしているプロバイダに与えられる、同年6月に日本インターネットプロバイダー協会とテレコムサービス協会が創設した「インターネット接続サービス安心・安全マーク」の第1回取得審査に合格し、第1回において鹿児島県内で唯一取得した。

## 沿革
- 1995年（平成7年）9月 - 株式会社グッドコミュニケーションズ設立。
- 1995年（平成7年）11月 - インターネットサービスプロバイダシナプスを開始。
- 1999年（平成11年）7月 - ショッピングモール晴天街をオープン。
- 2007年（平成19年）10月 - イオン鹿児島ショッピングセンター3階にシナプス・ステーションイオン鹿児島SC店をオープン。
- 2011年（平成23年）6月 - イオンモール鹿児島から撤退。
- 2011年7月 - 本社を移転。シナプス・ステーションを再オープン。
- 2016年4月（平成28年） - 鹿児島市中央町に新社屋の本社ビルであるシナプスビルを竣工。
- 2017年4月（平成29年） - グッドコミュニケーションズからの会社分割で株式会社シナプスが設立され、インターネット接続事業を包括承継。
- 2022年4月（令和4年） - 鹿児島県の地域情報Webマガジン・カゴシマガジン開設

## 名称
シナプスというサービス名称は、人体の神経活動に関わる接合部位や構造の総称であるシナプスの構造や形状が、インターネットにおけるノードと酷似していることから名付けられた。

## 主なサービス
接続サービス
ブロードバンド、モバイル、アナログなどでの接続が可能なインターネット接続サービスメニュー。多くのインターネットサービスプロバイダが採る接続手段に合わせたメニュー構成ではなく、個人や家族、企業規模といった利用人数やライフスタイルなど利用者の目的に合わせた複数の接続メニューが提供されている。
シナプスでんわ
NTTコミュニケーションズを基盤とする050番号のIP電話サービス。NTTが提供するフレッツサービスと組み合わせて利用する。
シナプスぶろぐ
シナプス会員が利用できるブログサービス。2005年（平成17年）サービス開始。
シナプス・ステーション
セミナーや会員向けのネットカフェなどリアルなサービス拠点としてイオン鹿児島SCでサービス提供開始。本社移転に伴い現在は鹿児島中央駅周辺でサービスを提供している。
カゴシマガジン
鹿児島県内の地域に住む者の日常生活に役立ち、少しだけ毎日の暮らしが楽しく豊かになる情報を集めて発信。

## 提供
SYNAPSEプレゼンツ MBC高校生クリエイターズアワード
MBC南日本放送が主催し、鹿児島県内の高校生が作成した30秒の動画作品を応募して優秀作品を決定する。受賞作品は、MBCテレビにおいて一定期間テレビCMとして紹介され、てゲてゲなどでも紹介される。
かごしま街角通信
MBCラジオで火曜日13:10から放送されている10分番組。第1週はカゴシマガジンの内容から紹介される。パーソナリティは今井由美子。『かごしまラジオマガジン』のコーナーから独立して、2008年（平成20年）3月31日よりSYNAPSEが一社提供の単体番組として放送開始。
てゲてゲーミング
2018年（平成30年）10月11日から2024年（令和6年）6月27日までMBCテレビで放送されていたゲーム番組で、SYNAPSEの一社提供であった。